# Obrium piperitum
Obrium piperitum es una especie de escarabajo longicornio del género Obrium, categorizada en la tribu Obriini, de la subfamilia Cerambycinae. Fue descrita por Bates en 1885.

## Descripción
Mide 4,77-8 mm de longitud.

## Distribución
Se distribuye por Panamá.